# 저스틴 커젤
저스틴 커젤(Justin Kurzel, 1974년 8월 3일 ~ )은 오스트레일리아의 영화 감독이다.

## 작품 목록
- Blue Tongue (2005, 단편)
- 《스노우타운》 (2011)
- 《더 터닝》 (2013)
- 《맥베스》 (2015)
- 《어쌔신 크리드》 (2015)
- 《켈리 갱》 (2019)
- 《니트람》 (2021)
- 《디 오더》 (2024)